# Deutsche Meisterschaft im Straßenrennen 1973 (Amateure)
Die Deutsche Meisterschaft im Straßenrennen der Amateure 1973 wurde am 29. Juli in Queidersbach im Landkreis Kaiserslautern ausgetragen. Startberechtigt waren die Amateure mit einer Lizenz des Bundes Deutscher Radfahrer. Die Strecke war 177,6 Kilometer lang.

## Rennverlauf
123 Radrennfahrer gingen an den Start. Das Rennen fand auf einem Rundkurs von 14,8 Kilometern statt, der zwölfmal durchfahren wurde. Der Weselberg mit acht Prozent Steigung und starker Wind erschwerten das Rennen. In der zweiten Runde setzten sich 14 Fahrer ab, bis zur 8. Runde fielen vier Fahrer zurück. Leitner, Thurau und Klaus-Peter Thaler versuchten einzeln wegzufahren, wurden aber wieder eingeholt. Im Zielsprint kamen Kraft und Bremer gleichauf über den Zielstrich. Da im Ziel keine Zielfotoanlage installiert war, wurde das Ergebnis erst nach Protesten der Funktionäre von Zugvogel Berlin fixiert. Eine Standfotokopie des übertragenden Fernsehsenders bestätigte den Sieg von Kraft. Der Wettfahrausschuss traf eine Tatsachenentscheidung und erklärte Bremer zum Sieger, da Fernsehbilder nach den Regularien des Bundes Deutscher Radfahrer eine Zielfotokamera nicht ersetzen konnten.

## Ergebnis
|     | Fahrer           | Verein                | Zeit (h) |
| --- | ---------------- | --------------------- | -------- |
| 01. | Burckhard Bremer | NRVg Luisenstadt      | 4:16:05  |
| 02. | Jürgen Kraft     | BRC Zugvogel 1901     | gl. Zeit |
| 03. | Dieter Leitner   | RRV Hameln            | gl. Zeit |
| 04. | Peter Weibel     | RC Chio Mannheim      | gl. Zeit |
| 05. | Dietrich Thurau  | RSG Frankfurt am Main | gl. Zeit |
| 06. | Wilfried Trott   | RSV City Neuwied      | gl. Zeit |
| 0 … |                  |                       |          |